# 情報プラットフォーム
情報プラットフォーム(情報PF)は、ターゲットタンパク研究プログラムで生成されるデータ・情報・知識の共有を実現して、研究成果の最大化に貢献するとともに、タンパク質科学の情報基盤として次世代へ引き継いでいくことを目的としている。
具体的には、情報マネージメントシステム（情報MS）とターゲットタンパク質総合データベース（ターゲットDB）のデジタルからのアプローチと事務局によるアナログからのアプローチによって、ターゲットタンパク研究分野及び技術開発3領域（生産・解析・制御）の研究拠点から産出されるデータと情報の集約、プロジェクト内情報共有の促進、情報の知識化、および適切な外部発信の実現を目指している。

## 研究の背景
『タンパク3000 プロジェクト』は2006 年度をもって終了したが、その後も『タンパク3000成果データベース』によって、対象となったタンパク質について各拠点での進捗結果を閲覧することができる。
これをさらに進めて、研究開始から研究成果公表までの進捗状況をリアルタイムで把握可能とする情報システムが、2006 年度における『タンパク質解析基盤技術開発プロジェクト（基盤プロジェクト）』の1 課題『次世代タンパク質解析に向けた情報プラットフォームの構築と戦略的活用』として、国立遺伝学研究所と日立製作所中央研究所によって試作された。
2007年度からのターゲットタンパク研究プログラムにおいては、これらタンパク3000 プロジェクトならびに基盤プロジェクトで得た知見を活かして、データ・情報・知識のプロジェクト内共有と外部発信のためのプラットフォームが構築され運用されている。

## 進捗状況
情報MSとターゲットDBの要素技術の開発とそれらの統合および利用者とのインターフェースとなるポータルサイトが2008年6月に公開された。ポータルサイトにはターゲットタンパク研究プログラムの研究実施者や評価者のための共有ポータルサイトと、プログラムの成果を広く普及するための公開ポータルサイトがある。
情報PFのうち情報MSによって、ターゲットタンパク研究プログラムの研究実施者やプログラムの評価者は、進捗状況、実験プロトコル、論文・特許を確認することができる。また、共有サイトでは、業務計画書や成果報告書も閲覧できるとともに、業務計画書に記載された目的、情報MSに登録された論文、特許ならびに学会発表が埋め込まれた年度報告書を半自動生成が可能になっている。
情報PFのうちターゲットDBでは、配列機能情報基盤DB（配列DB）、構造機能情報基盤DB（構造DB）、化合物DBおよびタンパク質ネットワーク情報基盤DB（TP Atlas）の4つ枠組みで多様なサブシステムが稼働している。